# Begonia subscutata
Espèce
Synonymes
- Begonia latipetiolata Irmsch.[1]

Begonia subscutata est une espèce de plantes de la famille des Begoniaceae.
L'espèce fait partie de la section Tetraphila.
Elle a été décrite en 1908 par Émile Auguste Joseph De Wildeman (1866-1947).

## Répartition géographique
Cette espèce est originaire des pays suivants : Cameroun ; Congo ; Gabon ; Zaire.